# H5N1

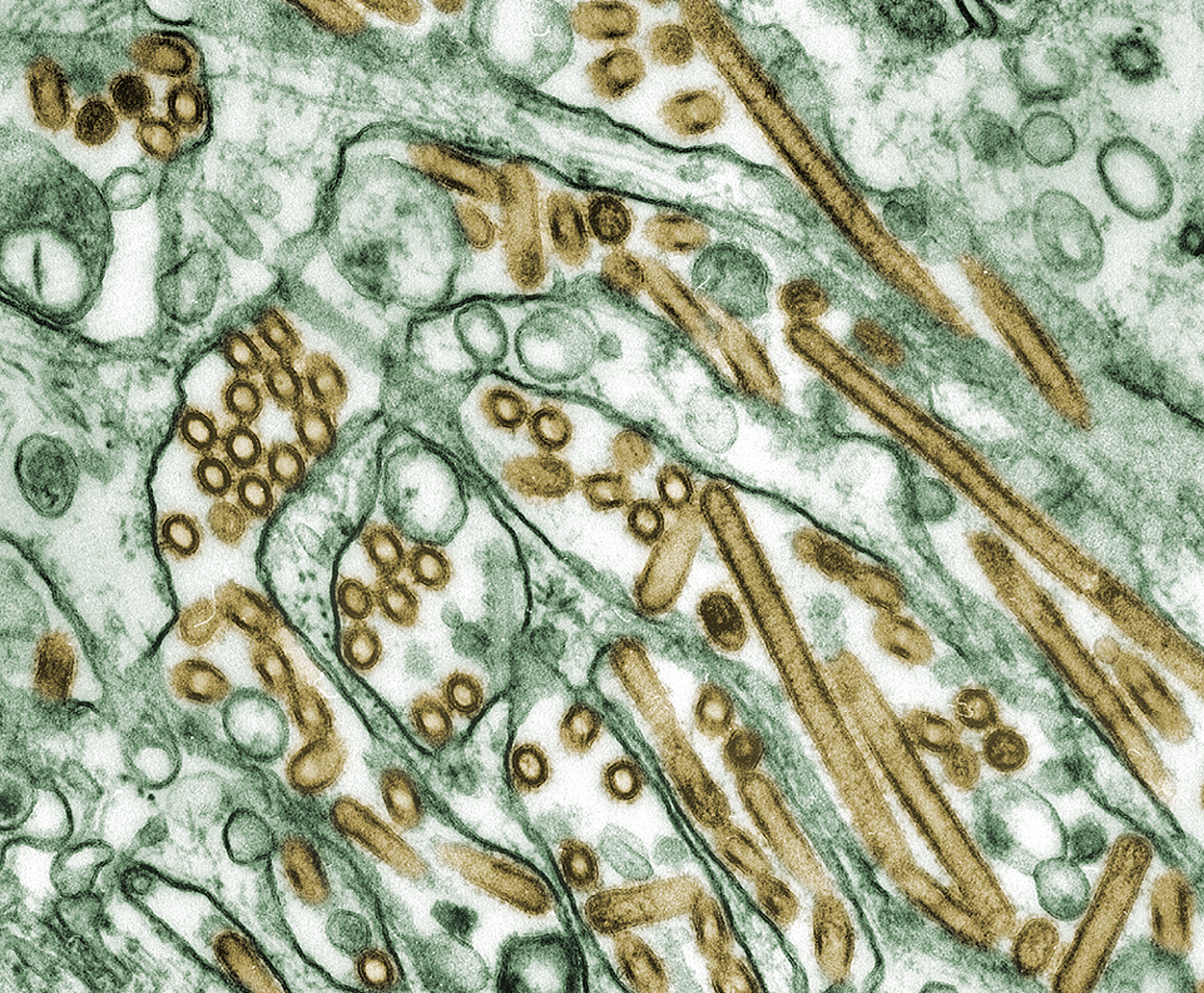
Wirusy H5N1 (w kolorze złotym) na komórkach MDCK (zielone)

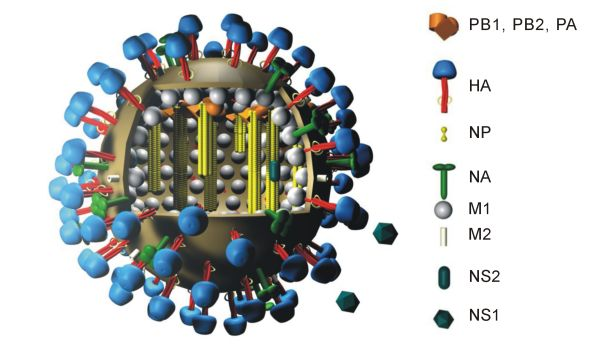
Model wirusa grypy. HA-hemaglutynina, NA-neuraminidaza, NP-nukleoproteina, PB1, PB2, PA-polimerazy

H5N1 – szczep wirusa ptasiej grypy, powstały z mutacji podstawowego wirusa ptasiej grypy typu A.
Wirus ten przenoszony jest przez żywe ptactwo. Zakażenie następuje poprzez kontakt zdrowego osobnika (w tym człowieka), z osobnikiem zakażonym. Choroba wywołana wirusem H5N1 jest w dużym odsetku śmiertelna. Symbol H5N1 oznacza, że materiał genetyczny wirusa grypy koduje białka: hemaglutyninę typu piątego i neuraminidazę typu pierwszego.
Pierwsze oznaki ptasiej grypy typu H5N1 zaobserwowano w Azji w 1997 roku.

## H5N1 w Polsce
Wirus H5N1 wystąpił również w Polsce. Odkryto go u 3 martwych łabędzi w Toruniu 5 marca 2006 roku. Trzy kolejne ogniska wirusa H5N1 wykryto 11 marca u łabędzi w Świnoujściu, Kostrzynie nad Odrą i Bierutowie. Kolejne 1 grudnia 2007 roku na fermach indyczych w miejscowościach Myśliborzyce i Uniejewo na terenie gminy Brudzeń Duży pod Płockiem (województwo mazowieckie) i w Karniszynie powiat Żuromin.